# Henry Innes-Ker, VIII duca di Roxburghe
Henry John Innes-Ker, VIII duca di Roxburghe (24 luglio 1876 – 29 settembre 1932), è stato un nobile scozzese.

## Biografia
Era il figlio di James Innes-Ker, VII duca di Roxburghe, e di sua moglie, Lady Emily Anne Spencer-Churchill, la quarta figlia di John Spencer-Churchill, VII duca di Marlborough, che prestò servizio nei governi conservatori come Lord Presidente del Consiglio e Lord Luogotenente d'Irlanda. Il suo primo cugino era Winston Churchill. Suo fratello minore, Lord Robert Edward Innes-Ker sposò l'attrice Jose Collins.
Ha frequentato il Royal Military College di Sandhurst e l'Eton College.
Il 23 ottobre 1892, in seguito alla morte del padre, succedette al titolo di duca di Roxburghe.

## Carriera
Ha iniziato la sua carriera militare come tenente nella Royal Horse Guards. Nel 1895 ottenne il grado di sottotenente al servizio del 4th Battalion, Argyll and Sutherland Highlanders (Militia). Nel 1900, durante la Seconda guerra boera, prestò servizio con il reggimento composito di famiglie di cavalleria in Sudafrica. Nel marzo 1901, fu nominato aiutante di campo del Duca di Cornovaglia e York durante il suo tour coloniale. Più tardi prestò servizio nella prima guerra mondiale e fu gravemente ferito nell'area dell'inguine.
Ha servito come Cancelliere dell'Ordine del Cardo (1926-1932). Ha servito come Lord luogotenente del Roxburghshire (1918-1932). Fu nominato tenente della Royal Company of Archers nel 1930.

## Matrimonio
Il 10 novembre 1903, sposò Mary Goelet (1878-1937), figlia del miliardario immobiliare newyorkese Ogden Goelet. Al momento del loro matrimonio, era la più ricca ereditiera americana, con una dote di venti milioni di dollari, superata solo da Consuelo Vanderbilt. Vissero al Floors Castle. Ebbero un figlio:
- George Victor Robert John Innes-Ker, IX duca di Roxburghe (1913-1974)[11][12][13]

## Morte
Il duca di Roxburghe morì il 29 settembre 1932 e gli successe il suo unico figlio, George.

## Ascendenza
|                                                 |                                                  |                                                 | Genitori                                         |  |  | Nonni |  |  | Bisnonni                             |  |  | Trisnonni                    |  |
|                                                 |                                                  |                                                 |                                                  |  |  |       |  |  | James Innes-Ker, V duca di Roxburghe |  |  | sir Henry Innes, V baronetto |  |
|                                                 |                                                  |                                                 |                                                  |  |  |       |  |  | James Innes-Ker, V duca di Roxburghe |  |  | sir Henry Innes, V baronetto |  |
|                                                 |                                                  | Anne Drummonda Grant                            |                                                  |  |  |       |  |  | James Innes-Ker, V duca di Roxburghe |  |  |                              |  |
| James Innes-Ker, VI duca di Roxburghe           |                                                  |                                                 |                                                  |  |  |       |  |  | James Innes-Ker, V duca di Roxburghe |  |  |                              |  |
|                                                 |                                                  | Harriet Charlewood                              | Benjamin Charlewood                              |  |  |       |  |  |                                      |  |  |                              |  |
|                                                 |                                                  | Harriet Charlewood                              | Benjamin Charlewood                              |  |  |       |  |  |                                      |  |  |                              |  |
|                                                 |                                                  | Harriet Charlewood                              | Mary N.                                          |  |  |       |  |  |                                      |  |  |                              |  |
| James Innes-Ker, VII duca di Roxburghe          |                                                  | Harriet Charlewood                              |                                                  |  |  |       |  |  |                                      |  |  |                              |  |
|                                                 |                                                  | sir James Charles Dalbiac                       | Charles Dalbiac                                  |  |  |       |  |  |                                      |  |  |                              |  |
|                                                 |                                                  | sir James Charles Dalbiac                       | Charles Dalbiac                                  |  |  |       |  |  |                                      |  |  |                              |  |
|                                                 |                                                  | sir James Charles Dalbiac                       | Anne Le Bas                                      |  |  |       |  |  |                                      |  |  |                              |  |
| Susanna Dalbiac                                 |                                                  | sir James Charles Dalbiac                       |                                                  |  |  |       |  |  |                                      |  |  |                              |  |
|                                                 |                                                  | Susanna Isabella Dalton                         | John Dalton                                      |  |  |       |  |  |                                      |  |  |                              |  |
|                                                 |                                                  | Susanna Isabella Dalton                         | John Dalton                                      |  |  |       |  |  |                                      |  |  |                              |  |
|                                                 |                                                  | Susanna Isabella Dalton                         | Susanna Prescott                                 |  |  |       |  |  |                                      |  |  |                              |  |
| Henry Innes-Ker, VIII duca di Roxburghe         |                                                  | Susanna Isabella Dalton                         |                                                  |  |  |       |  |  |                                      |  |  |                              |  |
|                                                 | George Spencer-Churchill, VI duca di Marlborough | George Spencer-Churchill, V duca di Marlborough |                                                  |  |  |       |  |  |                                      |  |  |                              |  |
|                                                 | George Spencer-Churchill, VI duca di Marlborough | George Spencer-Churchill, V duca di Marlborough |                                                  |  |  |       |  |  |                                      |  |  |                              |  |
|                                                 | George Spencer-Churchill, VI duca di Marlborough | lady Susan Stewart                              |                                                  |  |  |       |  |  |                                      |  |  |                              |  |
| John Spencer-Churchill, VII duca di Marlborough | George Spencer-Churchill, VI duca di Marlborough |                                                 |                                                  |  |  |       |  |  |                                      |  |  |                              |  |
|                                                 |                                                  | lady Jane Stewart                               | George Stewart, VIII conte di Galloway           |  |  |       |  |  |                                      |  |  |                              |  |
|                                                 |                                                  | lady Jane Stewart                               | George Stewart, VIII conte di Galloway           |  |  |       |  |  |                                      |  |  |                              |  |
|                                                 |                                                  | lady Jane Stewart                               | lady Jane Paget                                  |  |  |       |  |  |                                      |  |  |                              |  |
| lady Emily Anne Spencer-Churchill               |                                                  | lady Jane Stewart                               |                                                  |  |  |       |  |  |                                      |  |  |                              |  |
|                                                 |                                                  | Charles Stewart, III marchese di Londonderry    | Robert Stewart, I marchese di Londonderry        |  |  |       |  |  |                                      |  |  |                              |  |
|                                                 |                                                  | Charles Stewart, III marchese di Londonderry    | Robert Stewart, I marchese di Londonderry        |  |  |       |  |  |                                      |  |  |                              |  |
|                                                 |                                                  | Charles Stewart, III marchese di Londonderry    | lady Frances Pratt                               |  |  |       |  |  |                                      |  |  |                              |  |
| lady Frances Anne Vane                          |                                                  | Charles Stewart, III marchese di Londonderry    |                                                  |  |  |       |  |  |                                      |  |  |                              |  |
|                                                 |                                                  | lady Frances Vane-Tempest                       | sir Henry Vane-Tempest, II baronetto             |  |  |       |  |  |                                      |  |  |                              |  |
|                                                 |                                                  | lady Frances Vane-Tempest                       | sir Henry Vane-Tempest, II baronetto             |  |  |       |  |  |                                      |  |  |                              |  |
|                                                 |                                                  | lady Frances Vane-Tempest                       | Anne Catherine MacDonnell, II contessa di Antrim |  |  |       |  |  |                                      |  |  |                              |  |
|                                                 |                                                  | lady Frances Vane-Tempest                       |                                                  |  |  |       |  |  |                                      |  |  |                              |  |